# 하페이 자동차
하페이(영어: Hafei) 또는 하페이 자동차(영어: Hafei Motor, 중국어 간체자: 哈飞汽车)는 현재 창안 포드의 자회사로 운영되며 승용차를 제조하는 중국의 자동차 제조업체이다.
이전에는 승용차, 미니밴, 소형차, 소형 트럭 및 상업용 밴을 독립적으로 제조했다.

## 역사

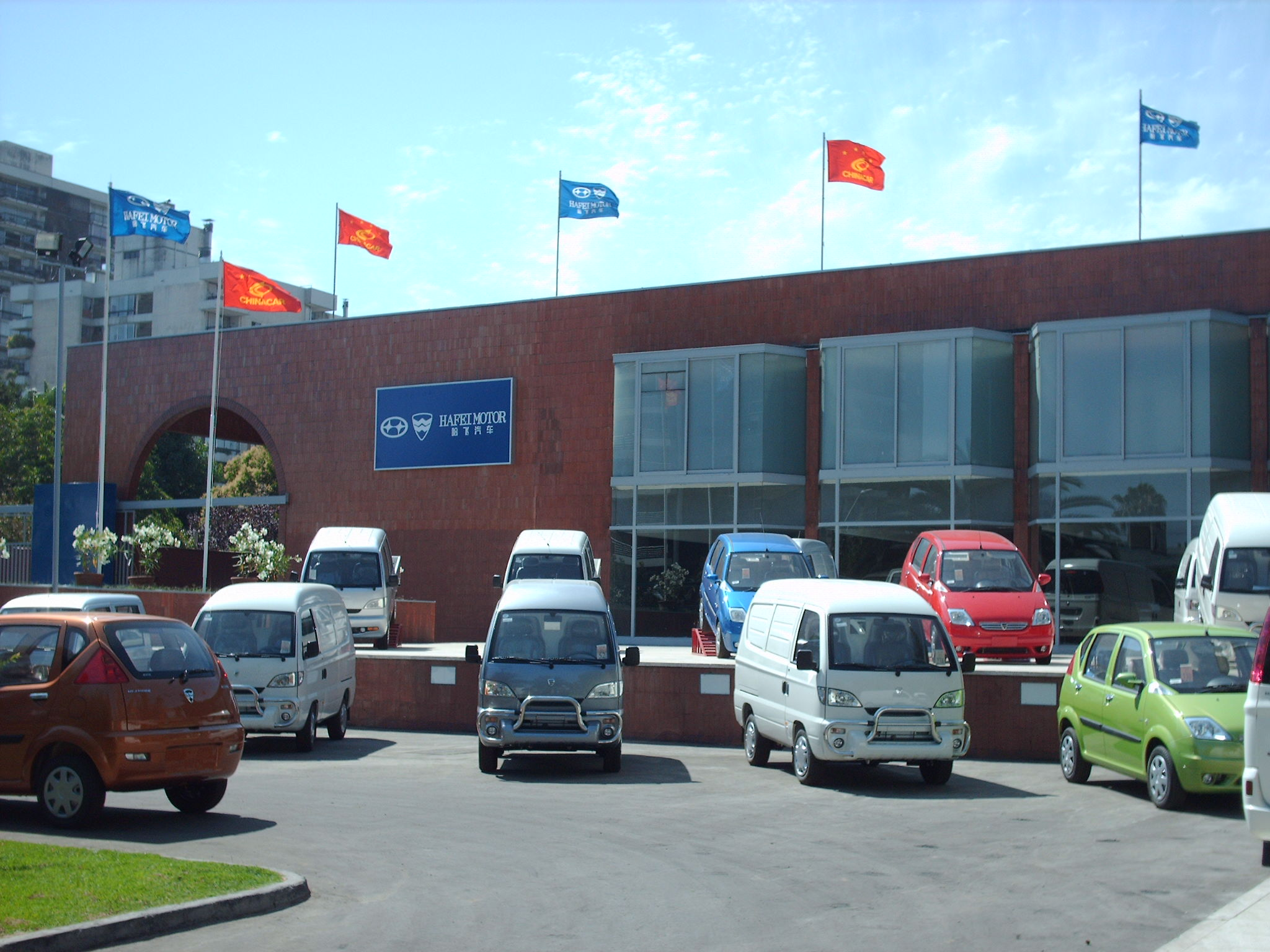
칠레에 위치한 하페이 센터

하페이는 이전에 중국항공공업집단공사가 소유했다. 초기 하페이 제품은 스즈키 캐리 기반의 마이크로밴과 트럭이었으며, 쑹화강의 이름을 따서 쑹화장 브랜드로 판매되었으나, 2002년부터는 하페이 브랜드로 직접 판매되었다. 하페이 차량은 브랜드에 관계없이 항상 "HFJ" 식별 코드를 사용했다.
2009년 기준으로, 이 회사는 총 40개국에 제품을 수출했다.
2009년, 창안 자동차는 중국 국내 자동차 제조 산업 통합을 목표로 하는 중국 정부 정책에 따라 대부분의 하페이 관련 자산을 인수했다.
2015년, 창안은 모든 하페이 생산을 중단하고 기존 생산 라인을 Changan Ford 서비스용으로 전환할 것이라고 발표했다.

## 생산 기지
하페이는 중국 북부에 생산 시설을 두고 있다.

## 역대 모델
하페이는 소형 트럭과 상용 밴 외에도 소형차와 MPV를 생산했다. 이러한 소위 마이크로밴은 하페이 모델 라인의 대부분을 차지했다. 하페이 소비자 제품 중 상당수는 피닌파리나가 디자인했다.

### 모델 목록
- 바이리, 소형 시티카
- 로보, 소형 시티카, 피닌파리나 디자인[10]
- 중이, 피닌파리나 디자인[10]
- 중이 V5, 차나 스타 5 기반의 마이크로밴
- 준이, 차나 스타 S460 기반의 마이크로밴, 창안 인수 후 첫 신제품[11]
- 루이이, 하페이 중이 기반의 미니 픽업
- 민이, (신민이/루준-샤오바왕) 마이크로밴 및 픽업
- 루준-다바왕, 마이크로밴
- 샤오바왕, 마이크로밴
- 사이바오 III, 피닌파리나 디자인의 소형 세단
  - 코다 세단 전기자동차는 사이바오 III의 차체를 사용했으며, 전면 및 후면 페시아가 달랐다.[12] 이 변형 모델은 2013년경 중국 일부 지역에서 판매되었을 수 있다.[13]
- 사이바오 V, 피닌파리나 디자인의 소형-중형 세단
- 사이마, 라이선스 생산된 미쓰비시 딩고는 2001년 4월 하페이 제품 라인에 추가된 소형 시티카이다.[5][14]
- 하페이 쑹화장 HFJ6350 (松花江), 라이선스 생산된 스즈키 캐리 8세대 모델의 리배징. 이 모델은 1990년대 중국에서 큰 인기를 얻었다.
- 하페이 쑹화장 HFJ7080D/HFJ7130, 위룽 써니 303의 리배징 세단. 1992년에서 1993년 사이에 조립되었으며 1.3리터 미쓰비시 엔진이 장착되었다.[15]

### 갤러리

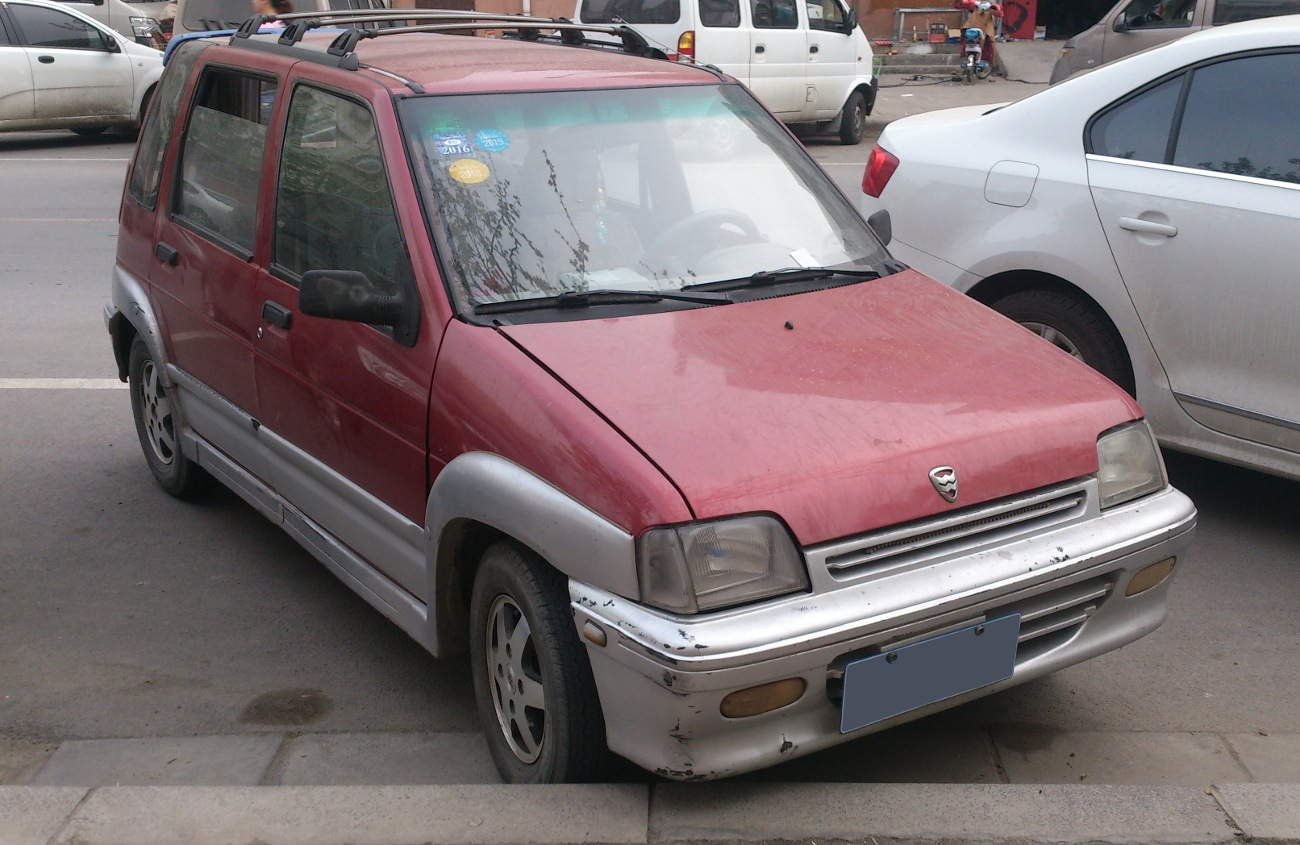
하페이 바이리
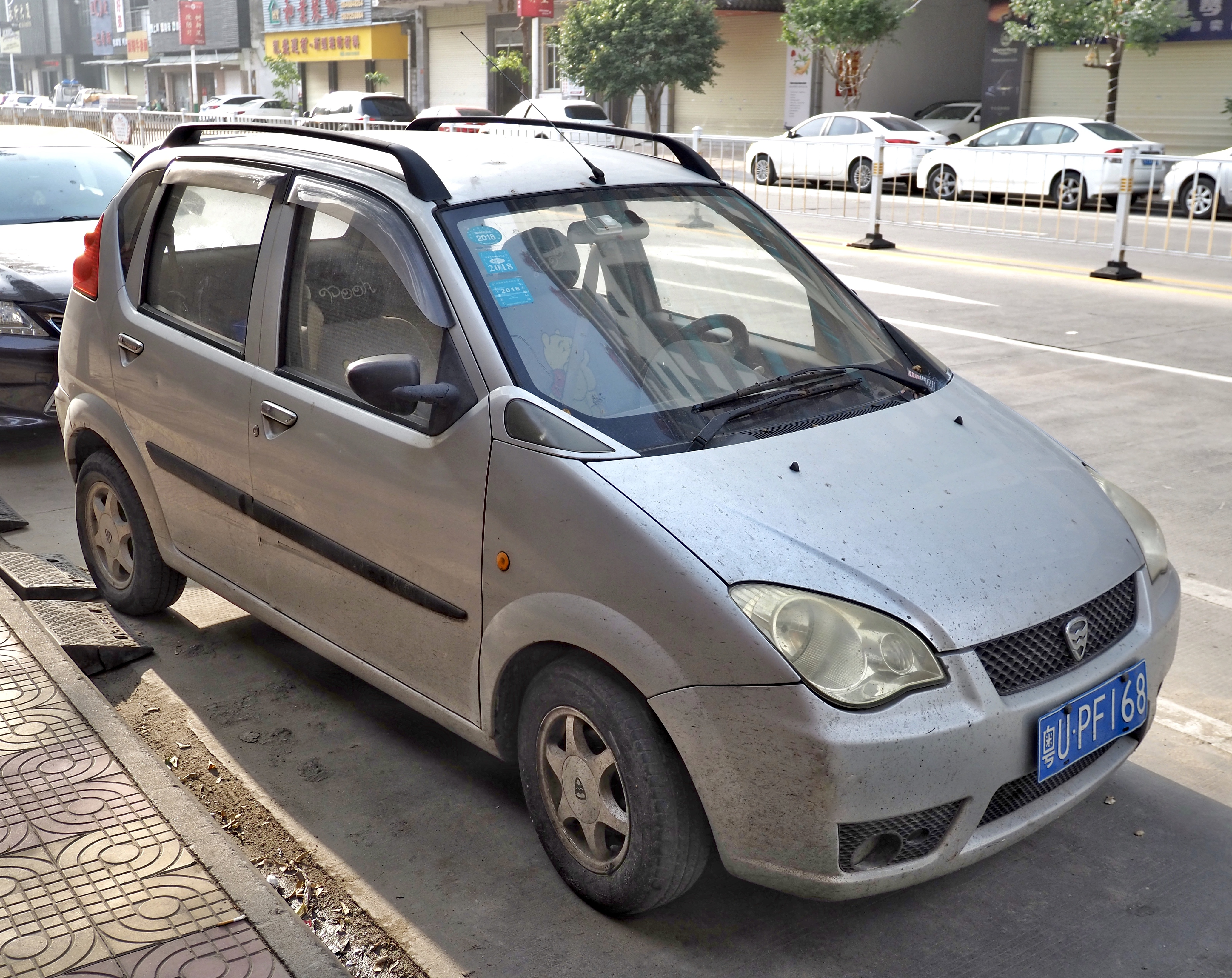
하페이 로보
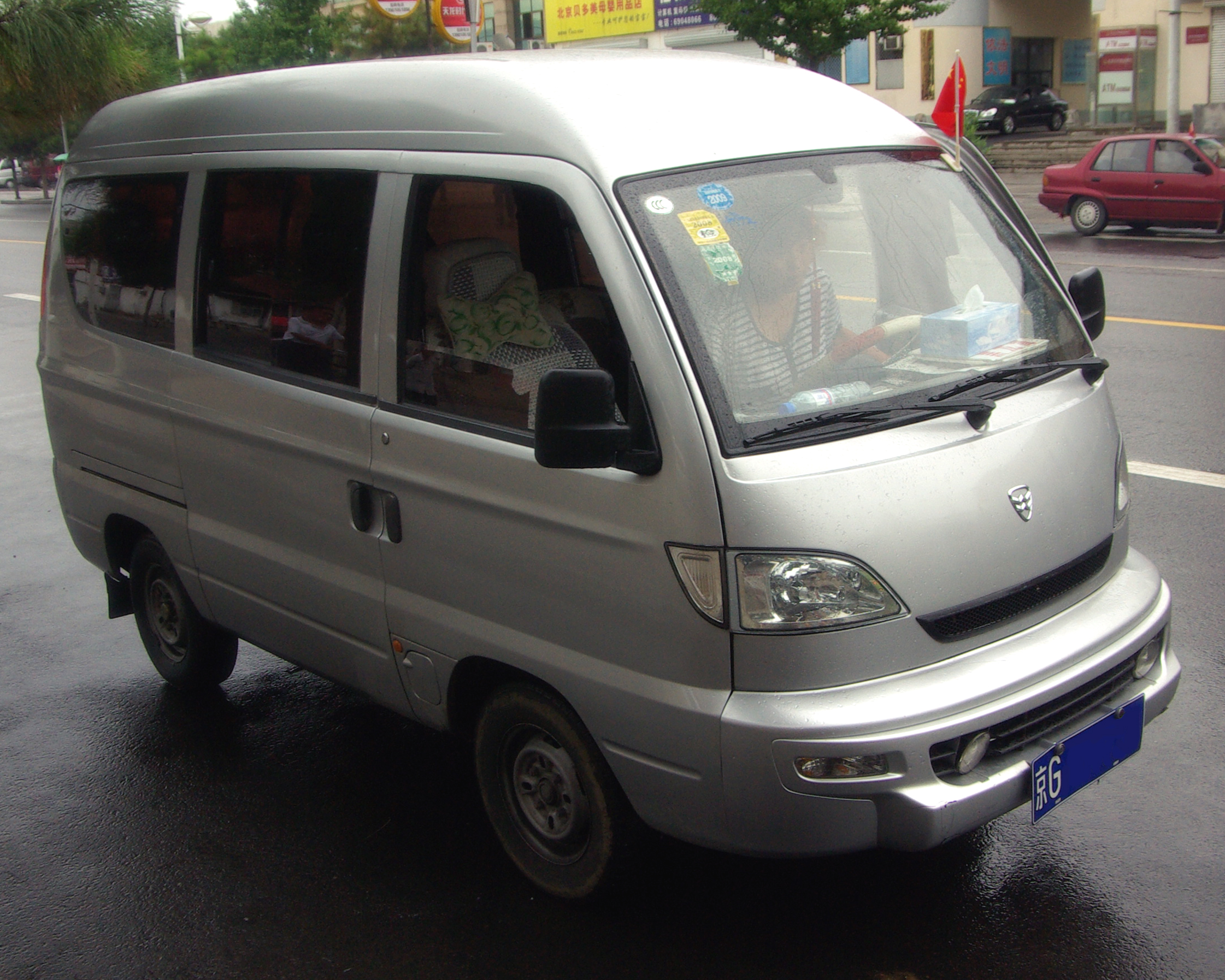
하페이 중이
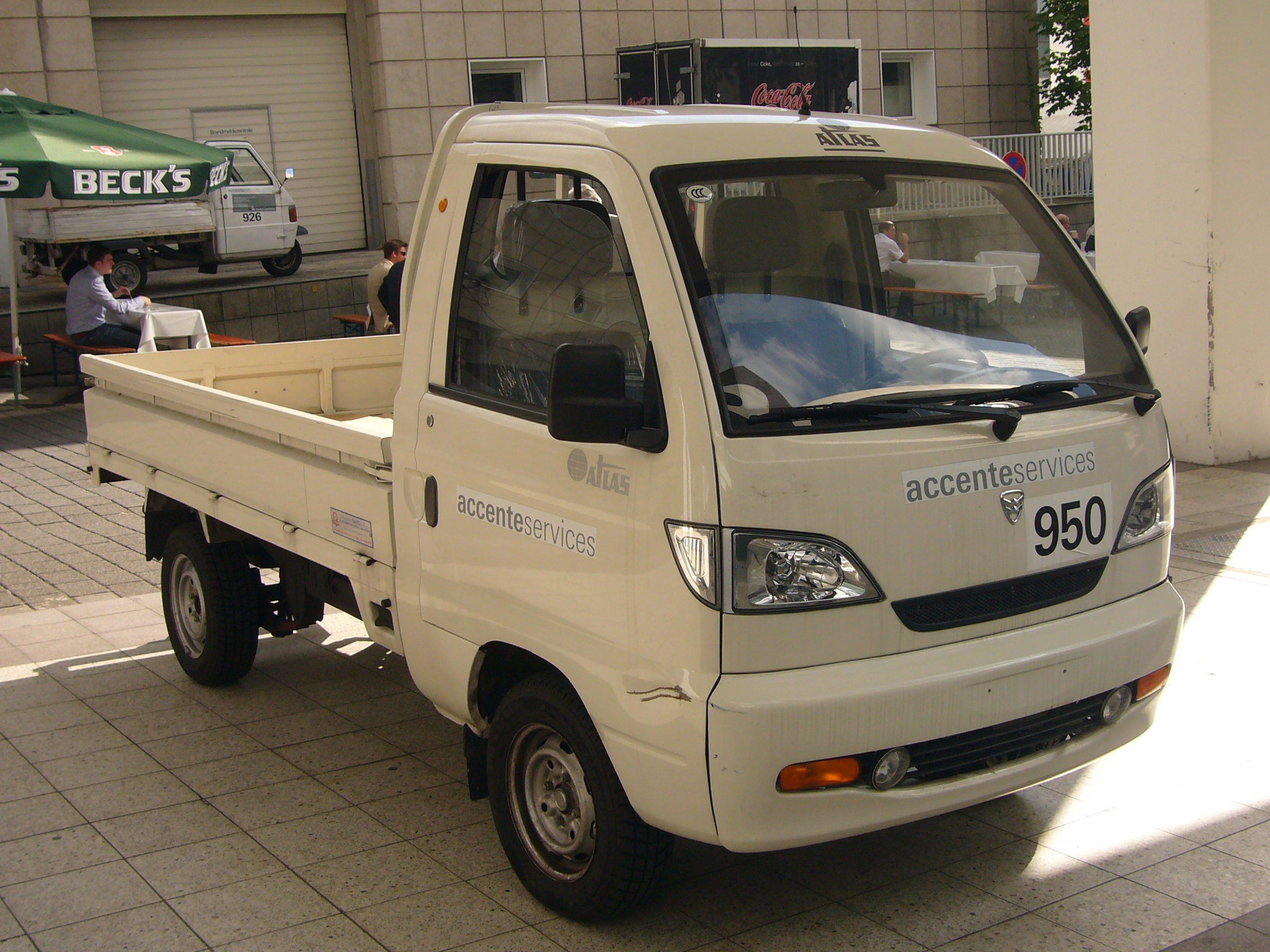
하페이 루이이
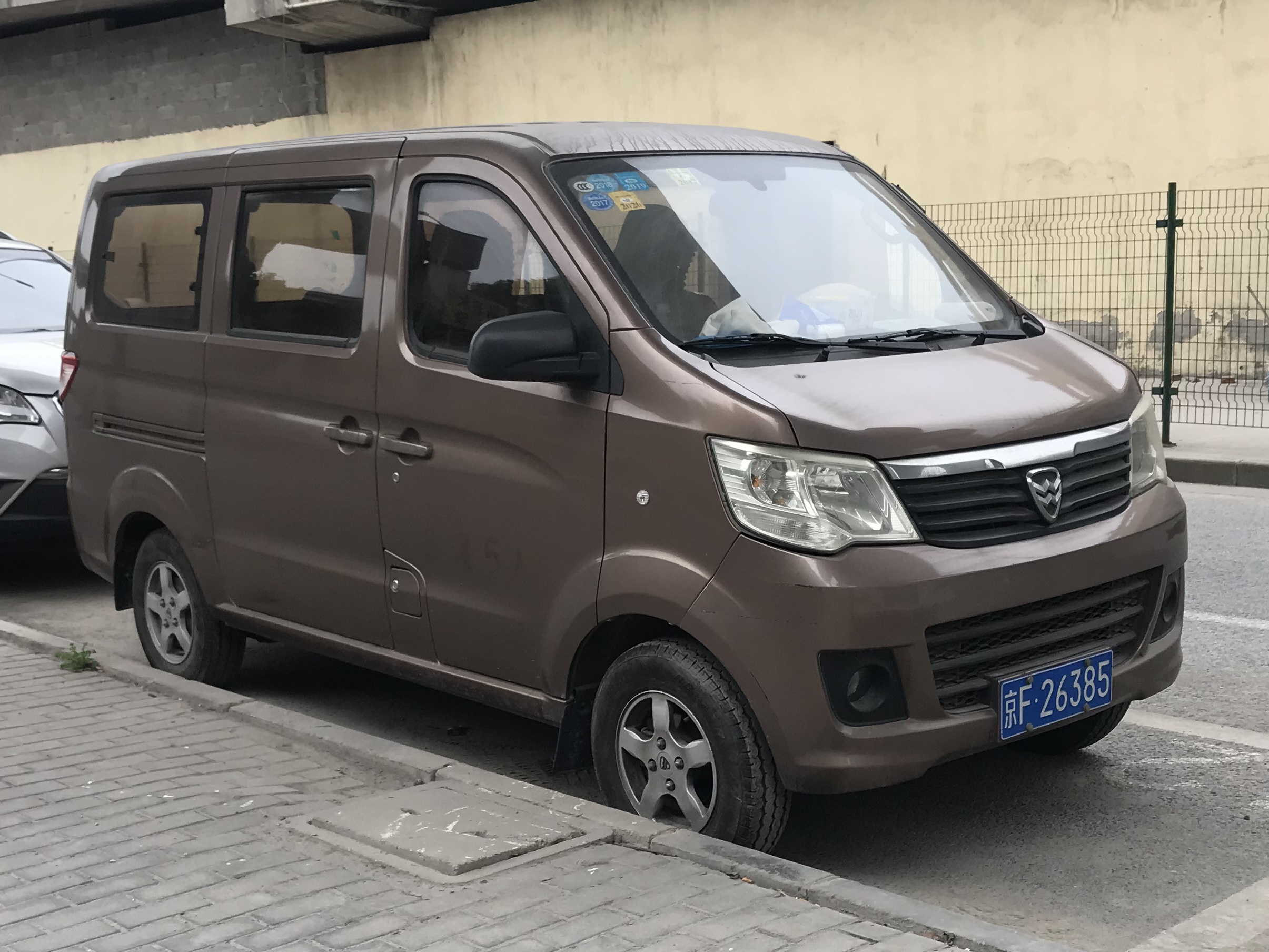
하페이 중이 V5
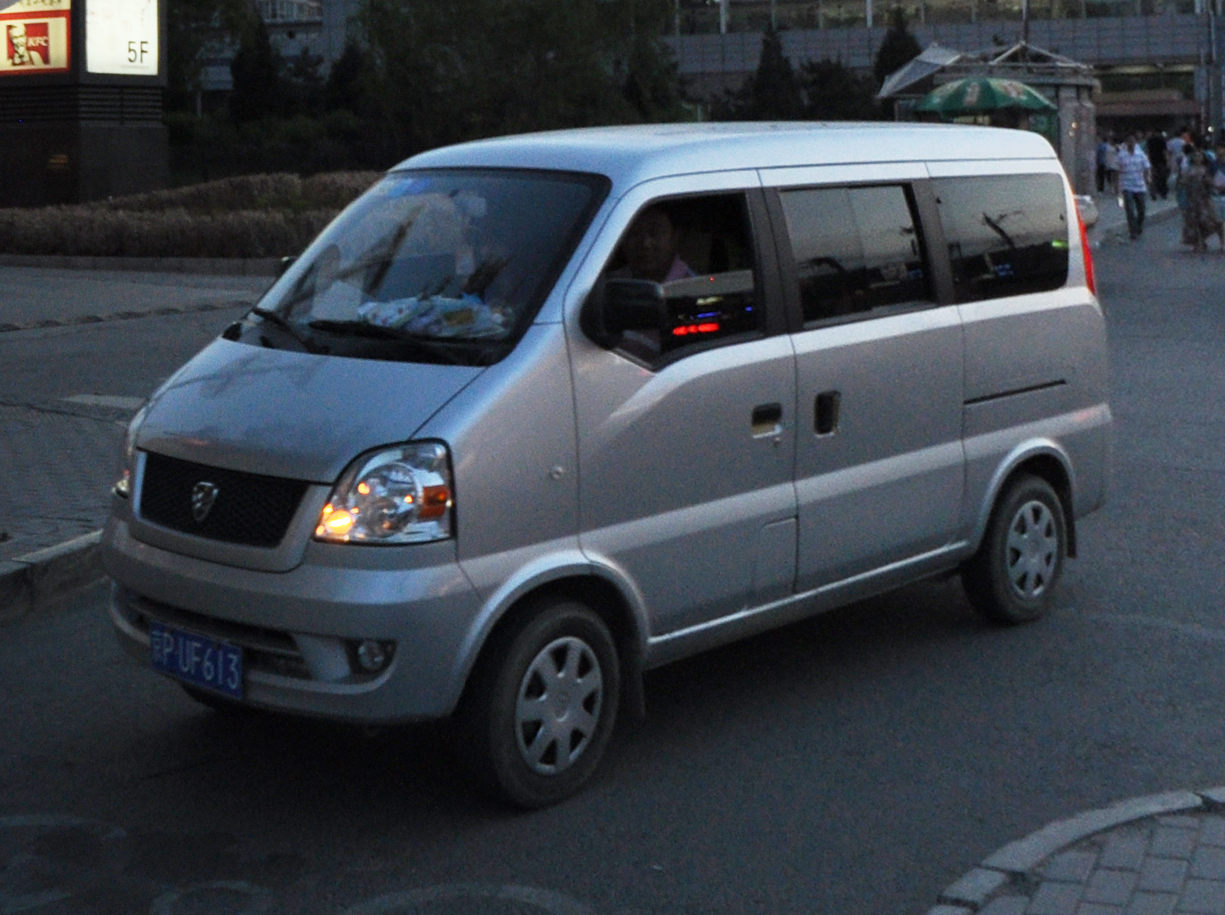
하페이 민이 M408
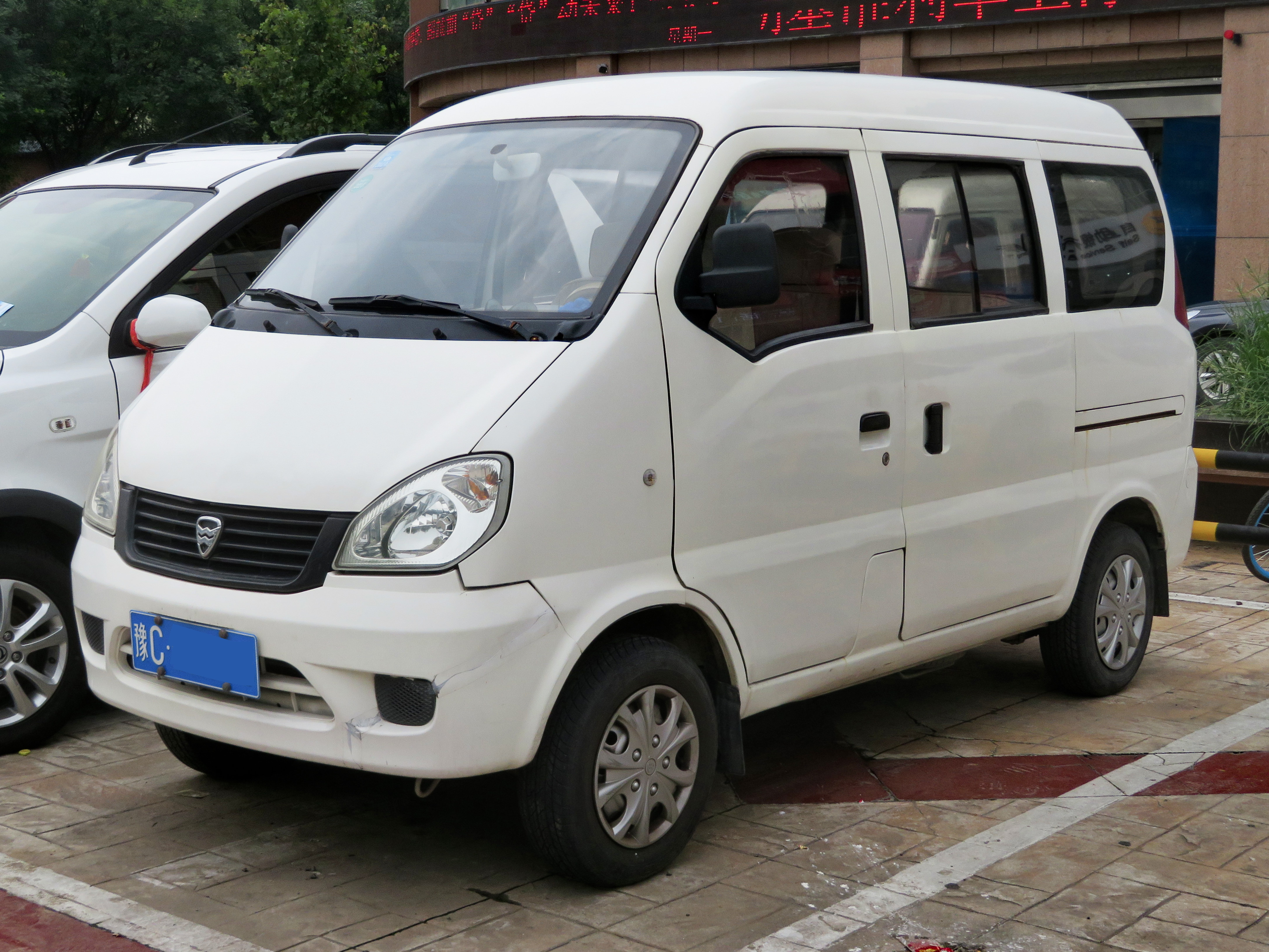
하페이 민이
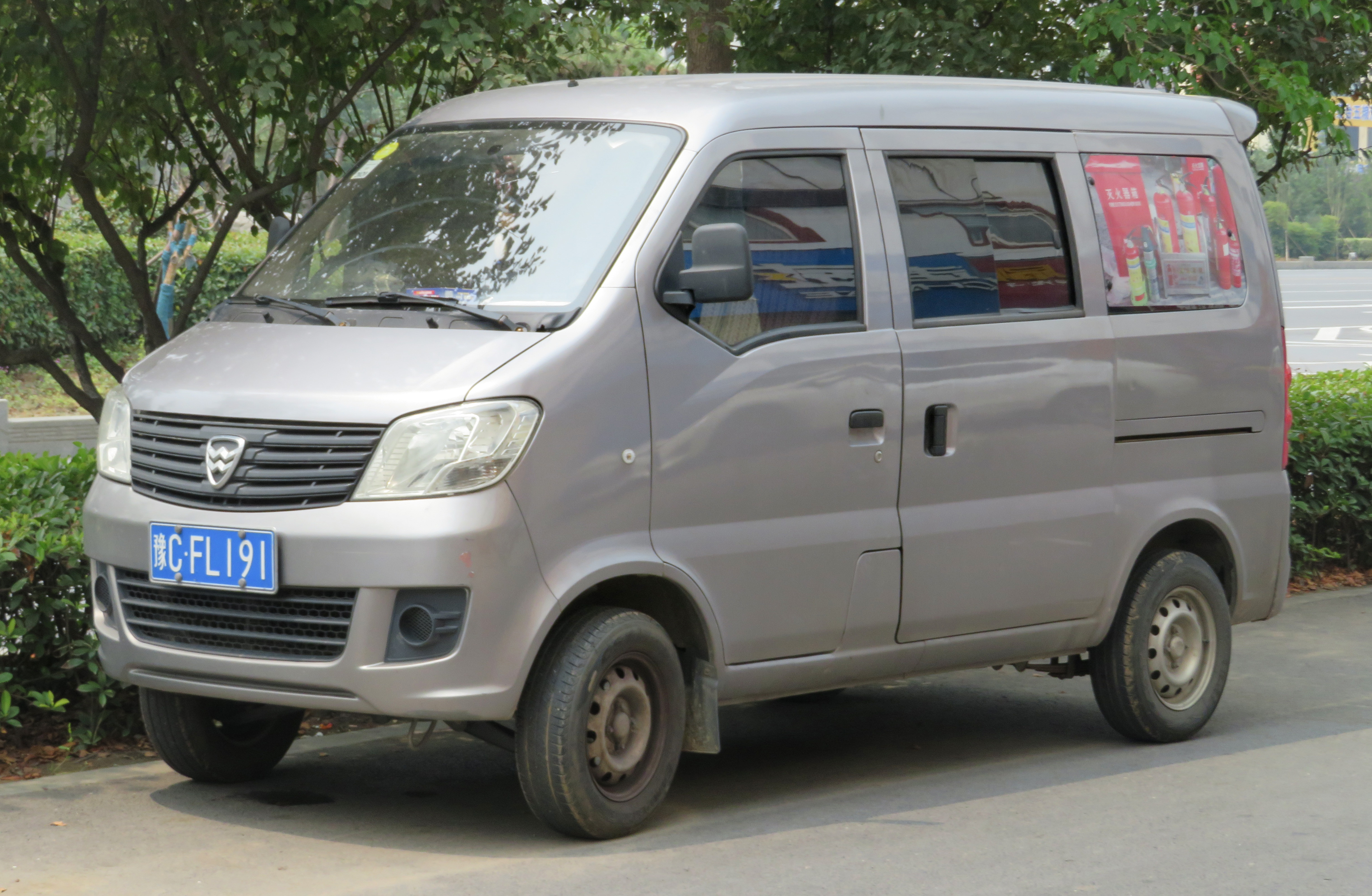
하페이 신-민이 (2세대 민이)
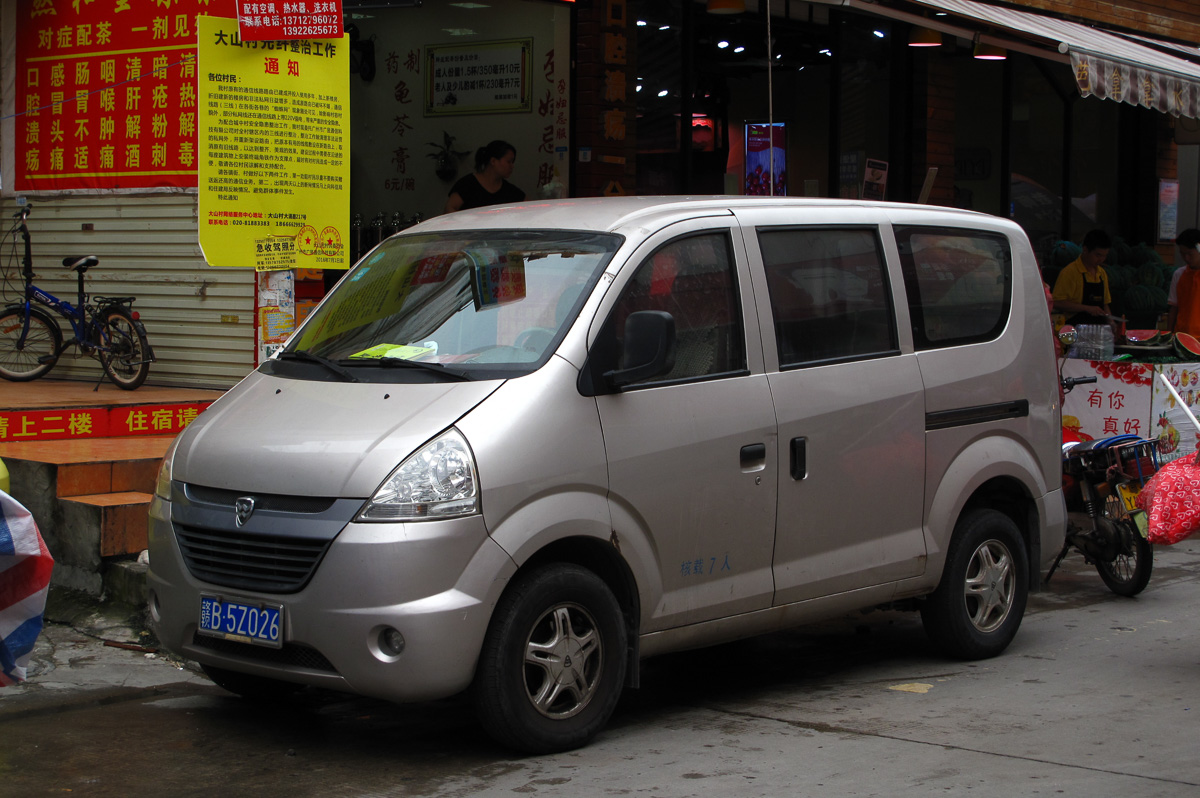
하페이 다바왕 (루준-다바왕)
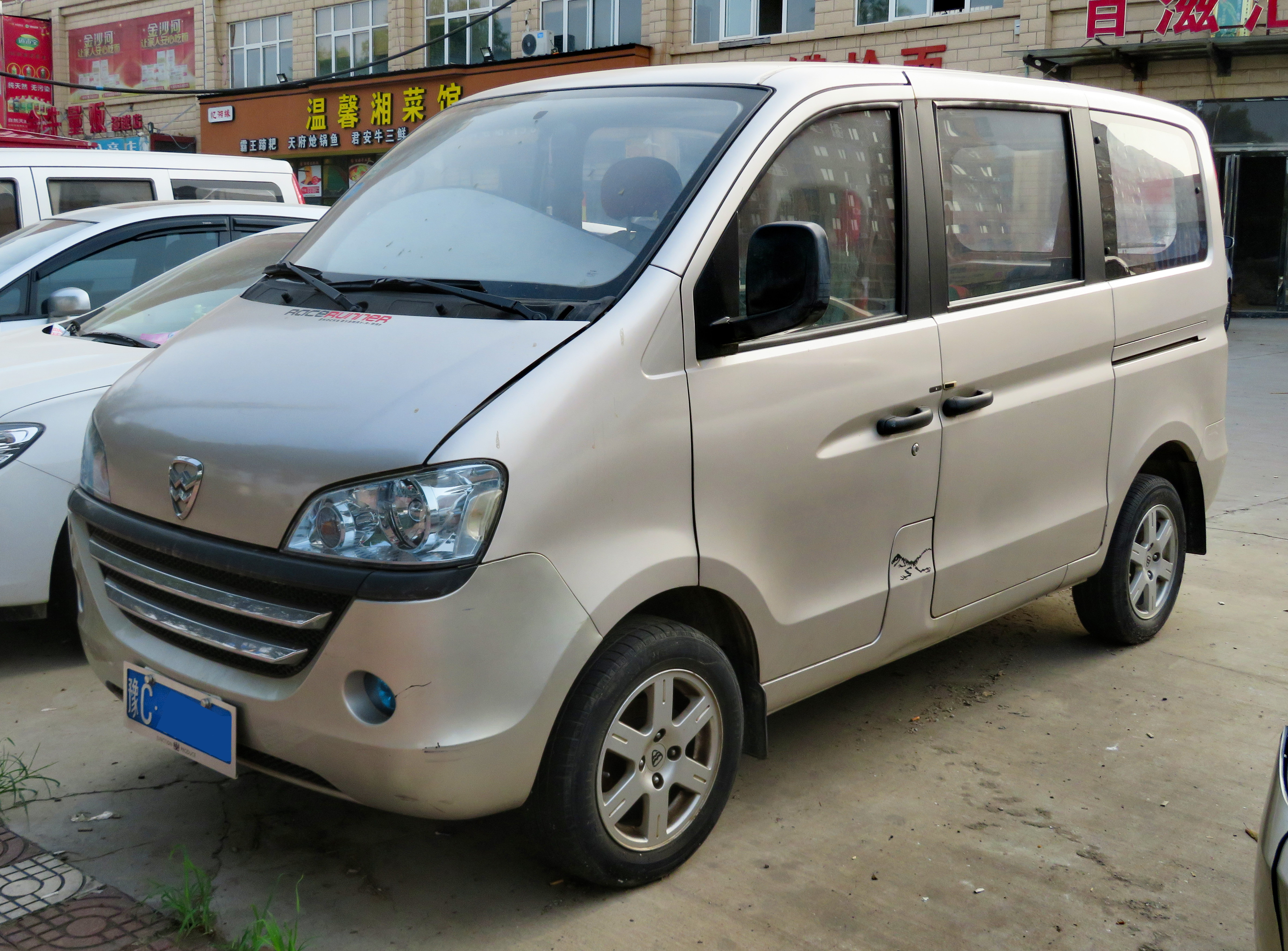
하페이 샤오바왕 (루준-샤오바왕)
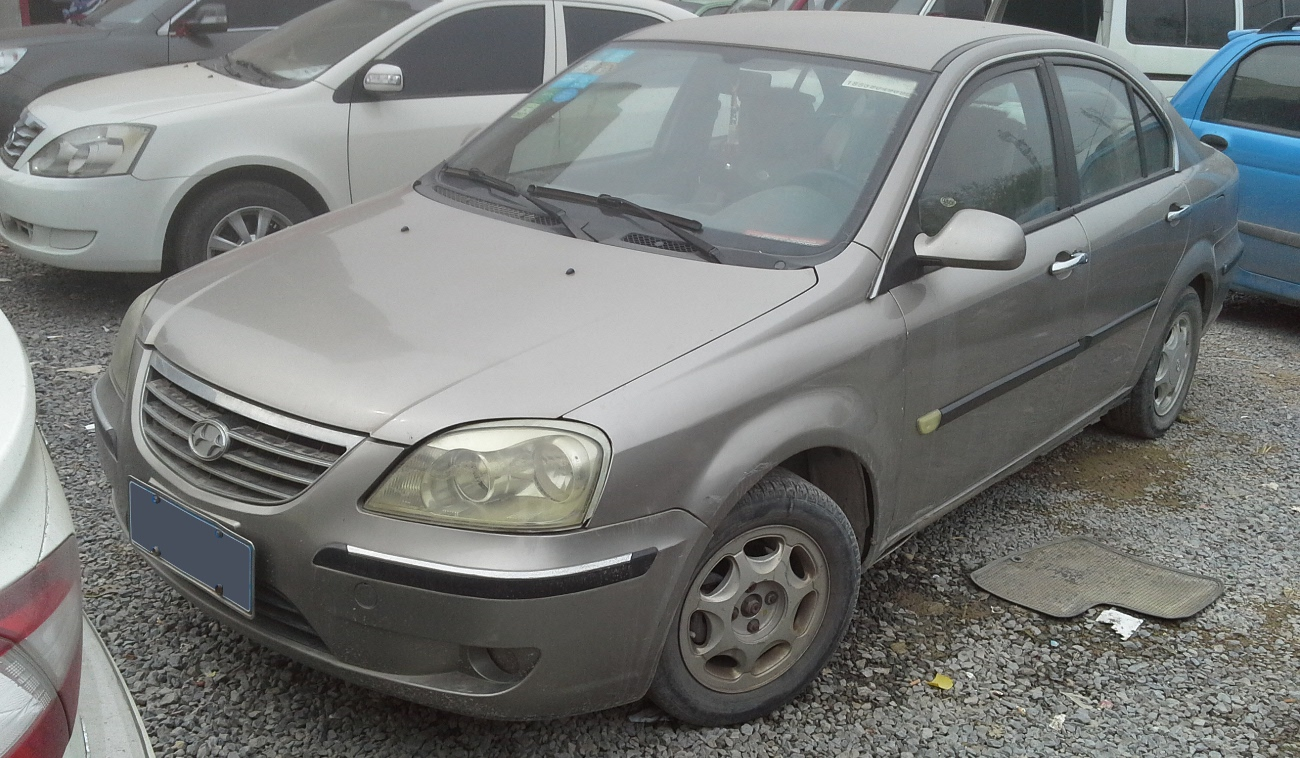
하페이 사이바오 III
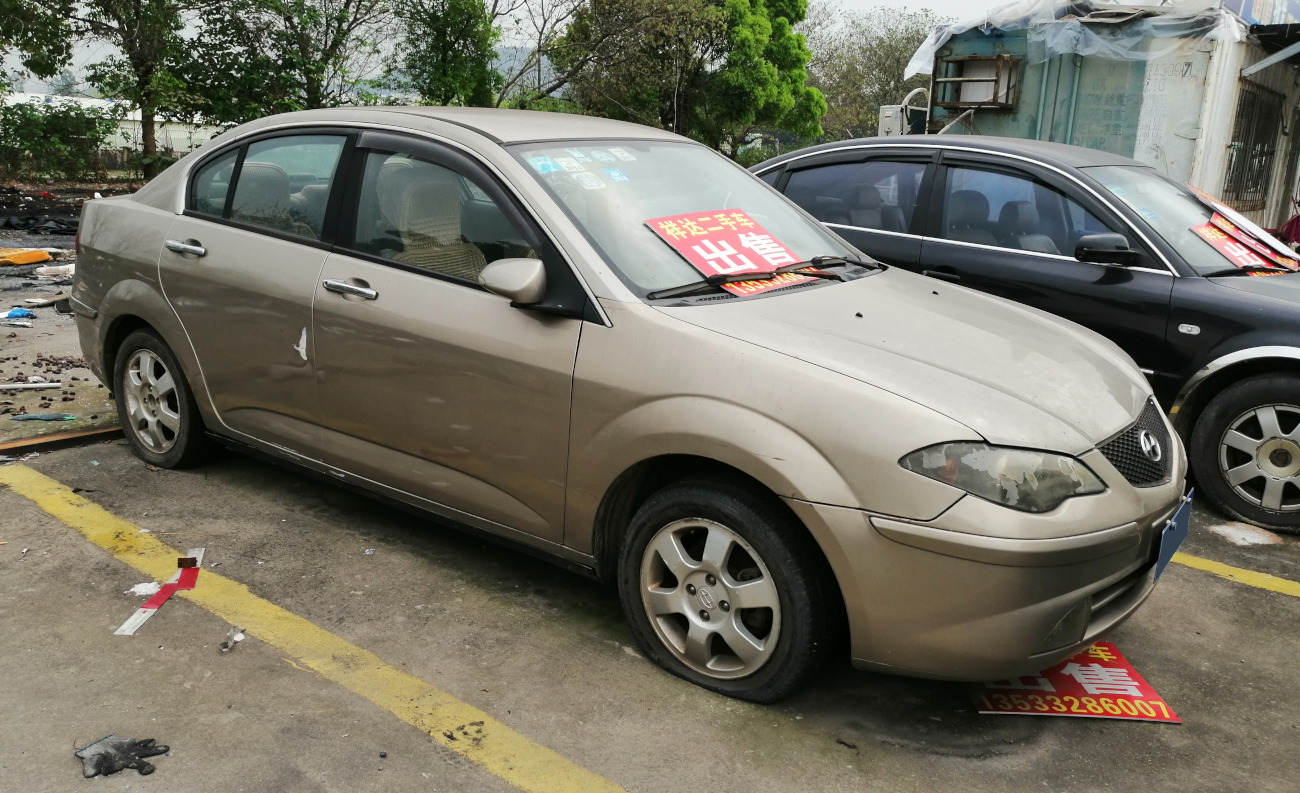
하페이 사이바오 V
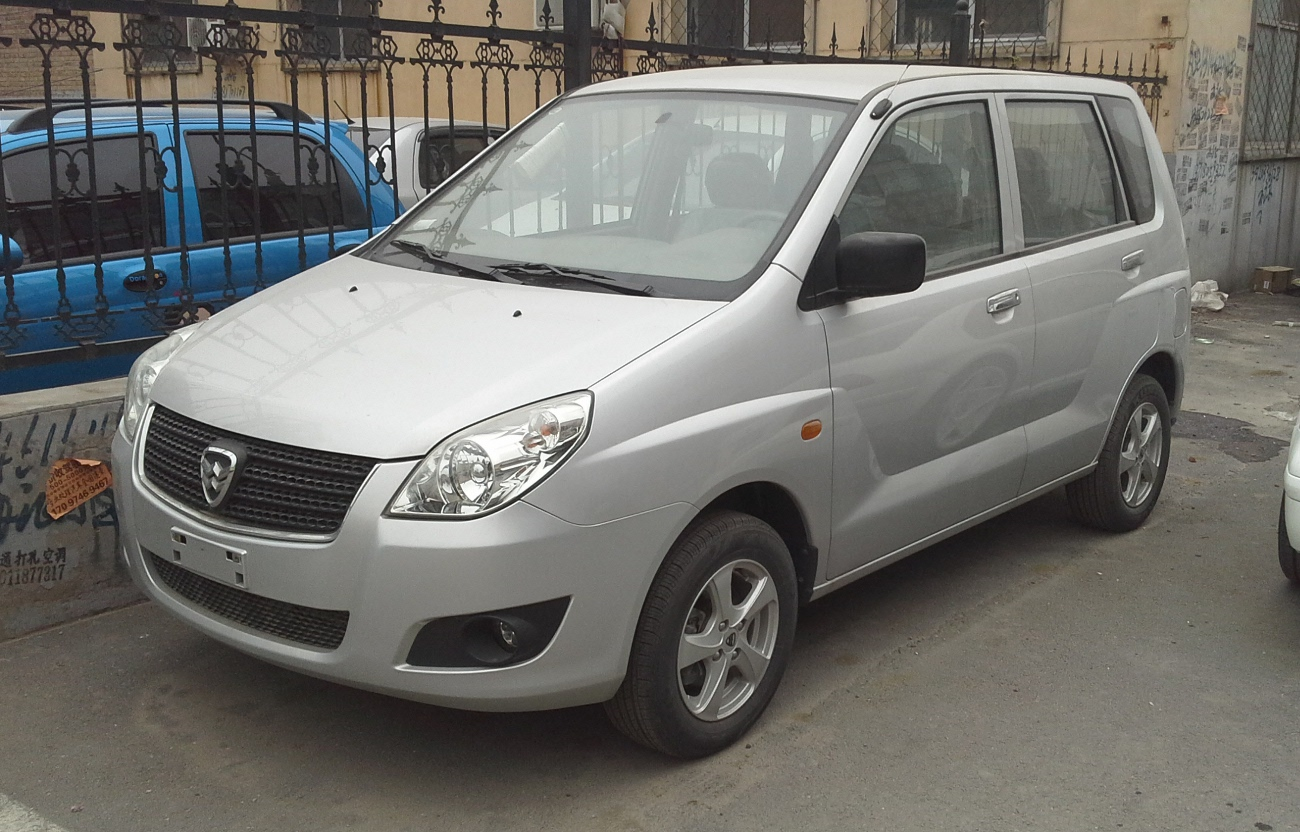
하페이 사이마 페이스리프트